# Shahrestān-e Sarpol-e Z̄ahāb
Shahrestān-e Sarpol-e Z̄ahāb (persiska: Shahrestān-e Sar Pol-e Z̄ohāb, شهرستان سرپل ذهاب, سرپل ذهاب) är en delprovins (shahrestan) i Iran.   Den ligger i provinsen Kermanshah, i den västra delen av landet, 500 km väster om huvudstaden Teheran.
Delprovinsen hade 85 342 invånare 2016.